# Carlo Sacchetti
Carlo Sacchetti (Fara in Sabina, 26 dicembre 1960) è un autore televisivo e conduttore televisivo italiano.
È stato attivo soprattutto in Mediaset, grazie al programma televisivo anni novanta Bim Bum Bam, sia come autore, che come coconduttore.

## Biografia
Con Daniele Demma (uno degli autori e co-conduttori di Bim Bum Bam) e Roberto Ceriotti ha partecipato a varie mini commedie all'interno del contenitore, tra cui "Karlenstein". Come cantante ha inciso tre sigle del programma assieme ai vari conduttori dalla stagione 1989-1990 al 1991-1992.
Precedentemente ha condotto la trasmissione per ragazzi Super 7 su Italia 7. Ha partecipato come attore a sei episodi della serie tv Don Tonino con Andrea Roncato, Gigi Sammarchi e Manuel De Peppe.
Dal 2005 è autore di Striscia la notizia.

## Televisione
- Super 7 (Italia 7, 1988-1991)
- Bim Bum Bam (Italia 1, 1989-1991, 1997-2000; Canale 5, 1991-1997)
- Ciao Ciao (Italia 1, 1996-1998)
- Game Boat Estate (Rete 4, 1997)
- Passaparola (Canale 5, 1999-2004) autore
- La sai l'ultima? (Canale 5, 2002-2004) autore
- Arrivano i nostri (Canale 5, 2003) autore
- Come sorelle (Canale 5, 2003) autore
- Ballo amore e fantasia, Rete 4 autore
- Stelle del mediterraneo, Rete 4 autore
- Festival di Napoli, due edizioni, Rete 4 autore
- Canzoni sotto l'albero, Canale 5 autore
- Sembra ieri (Rete 4, 2001-2002) autore
- Campioni, il sogno (Italia 1, 2004-2006) autore
- Striscia la notizia (Canale 5, dal 2005) autore
- Paperissima (Canale 5, 2006-2008) autore
- Paperissima Sprint (Canale 5, 2009) autore

## Filmografia
- Don Tonino – serie TV, 6 episodi (1988-1990)